# Fausto Cercignani
Fausto Cercignani, född 21 mars 1941, är en italiensk akademiker, essäist och poet.

## Forskaren
Cercignani är en välkänd auktoritet inom forskningen om engelsk språkhistoria, med särskilt inriktning på den elisabethanska perioden. Hans artiklar om engelskt uttal på Shakespeares tid (publicerade i "Studia Neophilologica", "English Studies" och andra specialiserade tidskrifter) föregriper hans större verk Shakespeare's Works and Elizabethan Pronunciation (Oxford, 1981) som citeras som "det bästa tillgängliga verket" om ämnet.
Cercignanis filologiska intressen har också lett honom mot den historiska fonologin av de germanska språken och andra aspekter i historisk lingvistik. Specialiserade tidskrifter som  "Zeitschrift für vergleichende Sprachforschung", "Indogermanische Forschungen", "Journal of English and Germanic Philology", "Language", "Beiträge zur Geschichte der deutschen Sprache und Literatur", och "The Journal of Indo-European Studies" har publicerat hans artiklar om urgermanska, gotiska, tyska och engelska.
Hans litterära essäer handlar om välkända författare som Jens Peter Jacobsen, Georg Trakl, Georg Büchner, Arthur Schnitzler, Wolfgang Goethe, Gotthold Ephraim Lessing, Wilhelm Heinrich Wackenroder, Hugo von Hofmannsthal, Rainer Maria Rilke, Alban Berg, E.T.A. Hoffmann, Robert Musil, Novalis, Joseph Roth, Richard Beer-Hofmann, Karl Kraus, Franz Kafka, Thomas Mann, August Stramm, Gerhart Hauptmann, Friedrich Schiller, Karl Krolow och Christa Wolf.
Cercignani har undervisat vid olika italienska universitet som professor i Engelsk språkhistoria, Germansk filologi och Tysk litteratur.

## Poeten
Cercignanis poesi är nu samlade i en enda volym och omfattar även dikter publicerade i "Almanacco dello Specchio", "Anterem" och andra tidskrifter. En poesikritiker som diskuterat hans dikter talar om Orfisk poesi, men "hård och skinande som stål" och en annan noterar att Cercignanis dikter "åstadkommer ett maximum av koncentration tack vara en acceleration av tanke eller känsla som rekonstruerar fysikalitet med hjälp av abstraktion".
Fausto Cercignani har också experimenterat med den själv-översättning av sina dikter.

## Utvalda verk

### Engelska studier
- Shakespeare's Works and Elizabethan Pronunciation, Oxford, University Press (Clarendon Press), 1981.
- English Rhymes and Pronunciation in the Mid-Seventeenth Century, i "English Studies", 56/6, 1975, s. 513-518.
- The Development of */k/ and */sk/ in Old English, i "Journal of English and Germanic Philology", 82/3, 1983, s. 313-323.

### Germanska studier
- The Consonants of German: Synchrony and Diachrony. Milano, Cisalpino, 1979.
- The Development of the Gothic Short/Lax Subsystem, i "Zeitschrift für vergleichende Sprachforschung", 93/2, 1979, s. 272-278.
- Early «Umlaut» Phenomena in the Germanic Languages, i "Language", 56/1, 1980, s. 126-136.
- Zum hochdeutschen Konsonantismus. Phonologische Analyse und phonologischer Wandel, i "Beiträge zur Geschichte der deutschen Sprache und Literatur", 105/1, 1983, s. 1-13.
- The Elaboration of the Gothic Alphabet and Orthography, i "Indogermanische Forschungen", 93, 1988, s. 168-185.
- Saggi linguistici e filologici. Germanico, gotico, inglese e tedesco, Alessandria, Edizioni dell'Orso, 1992.

### Tyska studier

#### Böcker
- F. Cercignani, Existenz und Heldentum bei Christa Wolf. «Der geteilte Himmel» und «Kassandra», Würzburg, Königshausen & Neumann, 1988.
- F. Cercignani, Memoria e reminiscenze. Nietzsche, Büchner, Hölderlin e i poemetti in prosa di Trakl, Torino, Genesi Editrice, 1989.
- F. Cercignani, Studia trakliana. Georg Trakl 1887-1987, Milano, Cisalpino, 1989.
- F. Cercignani, Studia büchneriana. Georg Büchner 1988, Milano, Cisalpino, 1990.
- F. Cercignani, Studia schnitzleriana (Arthur Schnitzler 1991), Alessandria, Edizioni dell'Orso, 1991.
- F. Cercignani - E. Mariano, Vincenzo Errante. La traduzione di poesia ieri e oggi, Milano, Cisalpino, 1993.
- F. Cercignani, Novalis, Milano, CUEM, 2002.

#### Essäer
- Dunkel, Grün und Paradies. Karl Krolows lyrische Anfänge in «Hochgelobtes gutes Leben», i "Germanisch-Romanische Monatsschrift", 36/1, 1986, s. 59-78.
- Zwischen irdischem Nichts und machtlosem Himmel. Karl Krolows «Gedichte» 1948: Enttäuschung und Verwirrung, i "Literaturwissenschaftliches Jahrbuch", 27, 1986, s. 197-217.
- Il «Faust» goethiano. Forma e sostanza, i Il «Faust» di Goethe. Antologia critica, red. av F. Cercignani og E. Ganni, Milano, Led, 1993, s. 21-38.
- «Nathan il saggio» e il Settecento tedesco, i "ACME", 47/1, 1994, s. 107-124.
- Sul «Wozzeck» di Alban Berg, i Studia austriaca V, Milano, Edizioni Minute, 1997, s. 169-190.
- E. T. A. Hoffmann, Italien und die romantische Auffassung der Musik, i Das Land der Sehnsucht. E. T. A. Hoffmann und Italien, red. av S. M. Moraldo, Heidelberg, Winter, 2002, s. 191-201.
- Per una rilettura di «Salomè». Il dramma di Oscar Wilde e il libretto di Richard Strauss, i Studia theodisca IX, Milano, CUEM, 2002, s. 171-192.
- Georg Büchner. Empatia e prospettivismo, i Il cacciatore di silenzi. Studi dedicati a Ferruccio Masini, vol. II, red. av P. Chiarini, Roma, Istituto Italiano di Studi Germanici, 2003, s. 237-258.
- Poesia filosofica o filosofia poetica? Con alcune osservazioni su Schiller, i La poesia filosofica, red. av A. Costazza, Milano, Cisalpino, 2007, s. 163-170.
- Inganno e autoinganno. Il campagnolo di Kafka, i Studia austriaca XVIII, Milano, PGreco, 2010, s. 51-64.
- Hofmannsthal fra teatro e filosofia. Con particolare riguardo a «L’uomo difficile», i La filosofia a teatro, red. av A. Costazza, Milano, Cisalpino, 2010, s. 369-385.

## Noveller
- Five Women (e-book), 2013.

## Utmärkelser
Österreichisches Ehrenkreuz für Wissenschaft und Kunst I. Klasse - Milano, 1996